# Wismilak International 1997
Wismilak International 1997 — жіночий тенісний турнір, що проходив на відкритих кортах з твердим покриттям у Сурабаї (Індонезія). Належав до турнірів 4-ї категорії в рамках Туру WTA 1997. Тривав з 22 до 28 вересня 1997 року.

## Фінальна частина

### Одиночний розряд
Домінік Ван Рост —  Ленка Немечкова 6–1, 6–3
- Для Ван Рост це був 3-й титул за сезон і 5-й — за кар'єру.

### Парний розряд
Керрі-Енн Г'юз /  Хіракі Ріка —  Морін Дрейк /  Рената Колбовіч 6–1, 7–6
- Для Г'юз це був 3-й титул за сезон і 6-й — за кар'єру. Для Хіракі це був 4-й титул за сезон і 7-й — за кар'єру.